# The Life of a Showgirl
A The Life of a Showgirl Taylor Swift amerikai énekes-dalszerző tizenkettedik stúdióalbuma, amely 2025. október 3-án fog megjelenni a Republic Records kiadón keresztül. Swift a lemezt a The Eras Tour európai állomásain írta 2024-ben, producerei Max Martin és Shellback voltak. Tizenkét dal szerepel rajta, az egyetlen közreműködő Sabrina Carpenter amerikai énekes.

## Háttér
Taylor Swift 2024. október 19-én adta ki tizenegyedik stúdióalbumát, a The Tortured Poets Departmentet. A lemezt híressége csúcspontján, 2023-ban, a The Eras Tour idején írta, 2024 legtöbb példányban elkelt albuma lett világszerte. Az album dalait előadta a turné egyes állomásain Európában és Észak-Amerikában, 2024 májusa és decembere között. A turnénak nagy gazdasági és kulturális hatása volt, minden idők legtöbb bevételével rendelkező koncertsorozata lett.
Miután 2021 és 2023 között kiadott négy újra felvett albumot, Swift 2025 májusában bejelentette, hogy visszavásárolta első hat stúdióalbuma maszterfelvételeit. 2025 áprilisában a Universal Music Sweden bejelentette egy később törölt posztban, hogy Erik Arvinder hegedűművész dolgozott az albumon. Július 15-én a Hits magazin megírta, hogy elkezdtek hallani egy új Taylor Swift-album megjelenéséről, mielőtt órákkal később törölték a cikket.

## Népszerűsítés
2025. augusztus 11-én, a New Heights sportpodcast, amelynek házigazdái a Kansas City Chiefs legendája és Swift párja, Travis Kelce, illetve testvére, Jason, posztolt egy képet közösségi média oldalaira, a következő epizódot népszerűsítve, amelynek közepén Swift körvonala volt látható. Swift marketingcsapata, a Taylor Nation, megosztott 12 fényképet az énekesnőről narancssárga ruhákban az Eras Tour idejéről, és a leírásban egy következő érára utalt. Swift weboldalán ezt követően megjelent egy visszaszámlálás narancssárga háttérrel, amely 12:12-kor (UTC−04:00) ért véget augusztus 12-én. Mikor a visszaszámlálás véget ért, Swift weboldala elérhetetlen lett, majd bejelentették a The Life of a Showgirl címét, hanglemez, kazetta, és egy CD előrendelési opcióval. Nem sokkal később a New Heights kiadott egy részletet az epizódjukból, amelyben megerősítették, hogy Swift lesz a következő vendégük, míg egy másodikban az énekes szerepelt, az új albummal a kezében.
Augusztus 13-án Swift hivatalosan is bejelentette a borítót, az október 3-i kiadási dátumot és a számlistát a podcast epizódjában. Négy deluxe CD kiadást jelentettek be, mindegyik különböző témákkal, címekkel és színekkel: Sweat and Vanilla Perfume (narancssárga), It’s Frightening (sötétvörös), It’s Rapturous (lila) és It’s Beautiful (fehér). Szakértők megjegyezték, hogy azzal, hogy Swift Kelce podcastján jelentette be az albumot, szokatlanul keverte magánéletét és pályafutását.
A bejelentés estéjén az Empire State Buildinget narancssárgára világították ki, és az épület Instagram-oldalára kiraktak egy képet „a következő érába” leírással. Swift kiadott egy új Spotify-lejátszási listát, amelynek a címe „And, baby, that’s show business for you” volt. A listán 22 dal szerepelt diszkográfiájából, amelyeknek mind Max Martin és Shellback voltak a producerei. A Google keresőben Taylor Swiftre keresve narancssárga konfetti jelent meg a képernyőn, egy égő szív emodzsival, illetve a Spotify-lista címével. A bejelentést követően több márka, mint az M&M’s, a Crumbl Cookies, a Burger King, a Dunkin’ Donuts, az American Airlines és a United Airlines is kiadott az album által inspirált marketinganyagot.

## Borító
Az album borítóját Mert and Marcus fényképezte, akik korábban dolgoztak Swifttel Reputation (2017) című albumán. A képen Swift látható egy ékkövekkel kirakott ruhában, szinte teljesen – a feje és egyik csuklója kivételével – víz alá merülve. Swift kijelentette, hogy a cél a borítóval a koncertturnéja színpadon kívüli részeire való utalás volt, hiszen minden napját egy fürdőkádban zárta koncertjei után. A képet John Everett Millais festőművész Ofélia (1851–1852) című művéhez hasonlították, míg az album nyitódalának The Fate of Ophelia címe.

## Számlista
| 1.  | The Fate of Ophelia                                         |  |  |  |
| 2.  | Elizabeth Taylor                                            |  |  |  |
| 3.  | Opalite                                                     |  |  |  |
| 4.  | Father Figure                                               |  |  |  |
| 5.  | Eldest Daughter                                             |  |  |  |
| 6.  | Ruin the Friendship                                         |  |  |  |
| 7.  | Actually Romantic                                           |  |  |  |
| 8.  | Wi$h Li$t                                                   |  |  |  |
| 9.  | Wood                                                        |  |  |  |
| 10. | CANCELLED!                                                  |  |  |  |
| 11. | Honey                                                       |  |  |  |
| 12. | The Life of a Showgirl (Sabrina Carpenter közreműködésével) |  |  |  |

## Közreműködők
- Taylor Swift – énekhang, producer
- Max Martin – producer
- Shellback – producer
- Sabrina Carpenter – énekhang (12)
- Mert and Marcus – fényképész[35]

## Kiadások
| Dátum            | Formátum(ok)              | Kiadó    | For.   |
| ---------------- | ------------------------- | -------- | ------ |
| 2025. október 3. | CD magnókazetta hanglemez | Republic | [ 36 ] |